# 改造町人シュビビンマン2 -新たなる敵-
『改造町人シュビビンマン2 -新たなる敵-』（かいぞうちょうじんシュビビンマン2 あらたなるてき、英題：Shockman（1992年版）、Cyber Citizen Shockman 2: A New Menace（2023年版））は、日本コンピュータシステムおよびウインズが開発しメサイヤより1991年4月26日に発売されたPCエンジン用横スクロールアクションゲーム。

## 概要
前作『改造町人シュビビンマン』から2年後が舞台で、地球の侵略を目論む「ライオ帝国」にさらわれた豪徳寺博士を救出するべく、サイボーグ「シュビビンマン」である主人公の太助とキャピ子が新たな戦いに臨む。ストーリーは前作のコミカルな要素が排除されてシリアスな展開になり、新たなキャラクターとして、ライバルの「ジーダ」と「ミュー」が登場する。
雑誌マル勝PCエンジンにて、同作のイラストを担当した漫画家の麻宮騎亜、しろー大野両氏も審査員として参加し、敵キャラクタ―デザインと2人のシュビビンマンシェイドの名称募集が行われた。2000の応募作品から大賞1体、順賞1体、佳作4体の計6体のデザインが採用されゲームに敵キャラクタ―として登場し、シュビビンマンシェイドの名前としてジータとミューが採用された他、同時に行っていた（どんなゲームを望むか等）のアンケートの結果もゲームに反映されている。

## ゲームシステム
前作の攻撃手段は剣による近接攻撃と溜め撃ち攻撃の「シュビビーム」だったが、本作では協力シュビビームは健在だが見た目もシステムもロックマンに寄せて前方や上方向に放つショットとチャージショットのシュビビーム（Shockman、Cyber Citizen Shockman 2ではShockBeam）を用いる。太助とキャピ子とでそれぞれ異なる必殺技が追加されているが特定のアイテムの入手が必要となる。
ステージは全部で8つあり、前作のようにステージを任意に選択する形式ではなく一本道となった。ジャンプおよびショットで敵を倒す「アクションステージ」と強制スクロールの「シューティングステージ」が交互に繰り返される構成で進行していく。

## ストーリー
亜空魔団との戦いから2年、豪徳寺博士か元の身体に戻すとの連絡を受け研究所へと急ぐ太助とキャピ子であったが、工事現場で作業員に扮した謎のメカに襲撃されてしまう。街中の工事現場で働いていた作業員が突如メカに変身し急襲される。「シュビビンマン」に変身し敵メカを一掃した2人はニュース速報で「ライオ帝国」を名乗る組織が地球侵略のために襲来した事を知る。
研究所へ駆けつけたシュビビンマンであったが、博士の姿は無く通信で博士がライオ帝国に囚われたらしいこと、そしてライオ帝国がイータ島に本拠地を置いたことを知る。博士が開発した潜水艇シュビマリンに乗り込みイータ島を目指す。イータ島の下水道よりバイオモンスター製造工場への潜入に成功する。その頃、博士はライオ帝国に脅され脅され、シュビビンマンを倒すための新たなるシュビビンマン「シュビビンマンシェイド」を完成させていた。
工場で帝国の罠にかかり絶体絶命のピンチに陥ったシュビビンマンだが1人の男が現れシュビビンマンを救出する。男はシュビビンマンシェイドのジータと名乗り、シュビビンマンを倒すのは自分であると告げ姿を消してしまった。
ライオ帝国の真の本拠地が天空城である事をしったシュビビンマンは、いつの間にか改造され追加されていたシュビジェット形態へと変形し天空城を目指す。その頃、帝国ではシュビビンマンを勝手に救出したことでジータは帝王より叱責を受けていた。あくまでも自分はシュビビンマンを倒すために作られた存在である事を告げ帝王の前から去り、天空城へと乗り込んできたシュビビンマンに決闘を挑むが決着がつかずジータは一時休戦として姿をくらましてしまう。
ジータをしりぞけることは出来たが、その先で出会ったシュビビンマンシェイドのミューは明確に帝王への反逆を口にしたため、シュビビンマンの前で帝王より粛清を受けてしまう。瀕死のミューより、優しかった頃のジータに戻って欲しいと思い出の品「桜貝」を託されたシュビビンマン。救出した博士にミューの治療を頼み、博士から告げられた帝王ライオによる「即死衛星より即死ビームを地上に向けて放つ即死作戦」を阻止するため、シュビジェットに再び変形し宇宙の即死衛星へと向かう。その途中、復活した亜空魔団のマザーコンピュータ「ネオ・マザーコンピューター」との邂逅もあったが撃破し即死衛星へとたどり着いた。
即死衛星ではミューを殺害したのはシュビビンマンであると帝王に騙され、ミューの仇と襲撃してきたジータに桜貝を見せ和解に成功するが、ジータもまたライオに粛清されてしまった。
シュビビンマンシェイドの哀しみをも背負いシュビビンマンは帝王ライオに戦いを挑み打ち破り再び地球に平和を取り戻した。シェイドの2人は博士の手により救命されたが、2人のシュビビンマンは元の身体に戻る事はかなわなかった。

## 登場人物
太助
声 - 柏倉つとむ
魚屋を営む青年でシュビビンマンの1人、本作では高校は卒業済。サイボーグとしての力が強力すぎるため、力を加減しないと魚を捌くときにまな板、机まで切ってしまう。
サイボーグとされているが、シュビビンマンの「元の体」は博士と共にライオ帝国に連れ去られたとのストーリー記述も存在する。
ShockmanではArnold名義。
キャピ子
声 - ふじえりこ
バレーボール部に所属する高校生でシュビビンマンの1人。彼女も力を加減しないとスパイクが体育館の床を突き抜けてしまう。
ShockmanではSonya名義。
豪徳寺博士
太助とキャピ子をシュビビンマンに改造した天才博士。その力を見込まれライオ帝国に囚われシュビビンマンシェイドを制作させられてしまった。
シュビビンマンの「元の体」は博士と共にライオ帝国に連れ去られたとのストーリー記述も存在する。
ジータ（Jeeta）
シュビビンマンを倒すために作られたシュビビンマンシェイドの男性。元々は優しい性格をしていたとミューは語っている。作中複数回シュビビンマンに戦いを挑んでくる。
Cyber Citizen Shockman 2ではTheta名義。
ミュー（Mue/Mu）
シュビビンマンを倒すために作られたシュビビンマンシェイドの女性。イベントのみの登場であり、敵としては登場しない。ジータともども作中では帝王ライオに粛清され作中「殺害」されたと語られているがエンディングにて無事が確認されている。
ライオ（Ryo/Rhyo）
本作の最終ボス。地球侵略を行うライオ帝国の帝王。

## 移植版
バーチャルコンソール対応ソフトとして、2007年にWii、2014年にWii Uにて配信された。また、2011年にはPCエンジンアーカイブス対応ソフトとして、2017年にはプロジェクトEGG対応ソフトとして配信、2023年にはNintendo Switch、PlayStation 4、PlayStation 5、Xbox One、Xbox Series X/S向けに移植された。
| No. | タイトル                                       | 発売日                                   | 対応機種                                              | 開発元                    | 発売元          | メディア                                | 備考 | 出典         |
| --- | ---------------------------------------------- | ---------------------------------------- | ----------------------------------------------------- | ------------------------- | --------------- | --------------------------------------- | ---- | ------------ |
| 1   | 改造町人シュビビンマン2 -新たなる敵-           | 2007年4月17日 2007年4月30日 2007年5月4日 | Wii                                                   | ウインズ                  | ハドソン        | ダウンロード （バーチャルコンソール）   |      | [ 8 ]        |
| 2   | 改造町人シュビビンマン2 -新たなる敵-           | 2011年2月16日                            | PlayStation 3 PlayStation Portable                    | ウインズ                  | KDE             | ダウンロード （PCエンジンアーカイブス） |      | [ 9 ] [ 10 ] |
| 3   | 改造町人シュビビンマン2 -新たなる敵-           | 2012年                                   | PlayStation Vita                                      | ウインズ                  | KDE             | ダウンロード （PCエンジンアーカイブス） |      |              |
| 4   | 改造町人シュビビンマン2 -新たなる敵-           | 2014年8月27日                            | Wii U                                                 | ウインズ                  | KDE             | ダウンロード （バーチャルコンソール）   |      | [ 11 ]       |
| 5   | 改造町人シュビビンマン2 -新たなる敵-           | 2017年7月18日                            | Windows                                               | ウインズ                  | エクストリーム  | ダウンロード （プロジェクトEGG）        |      | [ 12 ]       |
| 5   | 改造町人シュビビンマン2 -新たなる敵-           | 2023年9月22日                            | Nintendo Switch                                       | Ratalaika Games Shinyuden | Shinyuden       | ダウンロード                            |      | [ 7 ]        |
| 6   | Cyber Citizen Shockman 2 : A New Menace coming | 2023年9月22日                            | PlayStation 4 PlayStation 5 Xbox One Xbox Series X\|S | Ratalaika Games Shinyuden | Ratalaika Games | ダウンロード                            |      | [ 7 ]        |

- Ratalaika Games版

『改造町人シュビビンマン2』名義のSwitch版含め、正式な英語ローカライズ版として新規作成された『Cyber Citizen Shockman2』とオリジナルの『改造町人シュビビンマン2』『Shockman』の3作品を収録。どこでもセーブ、巻き戻し機能等豊富な機能と画像ギャラリーが収録されている。

## スタッフ
- エネミー・デザイン：M.TAKAHASHI、K.FUKUYAMA、D.MIURA、A.OKAMOTO、T.JOUTO、T.NAKATANI
- プロデューサー：土田俊郎
- アシスタント・プロデューサー：米坂典彦
- ディレクター：梅木克彦
- ゲーム・デザイナー：斉藤智晴
- シナリオ・ライター：うらべ・すう
- チーフ・プログラマー：Y.ORIHARA
- プログラマー：後藤誠、WAO・WAO
- グラフィック・デザイナー：うらべ・すう、斉藤智晴
- 音楽：葉山宏治
- スペシャル・サンクス：角川メディアオフィス、M.ARIMURA、樋口幸弘、山本克利、
- サンクス：中井覚、林田淳、E.KOYAMA、K.KOBAYASHI、川上直哉、S.MATSUZAKA
- エグゼクティブ・プロデューサー：白倉安昌

## 評価
- ゲーム誌『ファミコン通信』の「クロスレビュー」では合計21点（満40点）[16]、『月刊PCエンジン』では80・85・80・75・80の平均80点（満100点）、『マル勝PCエンジン』では5・7・7・8の合計27点（満40点）、『PC Engine FAN』の読者投票による「ゲーム通信簿」での評価は以下の通り、22.63点（満30点）となっている[1]。また、この得点はPCエンジン全ソフトの中で113位（485本中、1993年時点）となっている[1]。

| 項目 | キャラクタ | 音楽 | 操作性 | 熱中度 | お買得度 | オリジナリティ | 総合  |
| 得点 | 4.34       | 3.80 | 3.70   | 3.76   | 3.42     | 3.61           | 22.63 |

- ゲーム本『懐かしゲーム機大百科 PCエンジン完全ガイド 1987-1999』において、前作から攻撃方法やステージ構成が変更となった事や、高難易度化やシリアス路線への変更によって前作のファンから批判される事が多い一方で、シリーズ最高傑作と称賛するプレイヤーも多く存在する事から賛否両論となった作品である事が示されている[2]。